# Alulatettix qinlingensis
Alulatettix qinlingensis är en insektsart som beskrevs av Deng, W.-a., Z. Zheng och S.-z. Wei 2006. Alulatettix qinlingensis ingår i släktet Alulatettix och familjen torngräshoppor. Inga underarter finns listade i Catalogue of Life.